# Ане Франк
Анелис или Анелизе Мари Франк (на немски: Annelies Marie Frank, според някои източници Anneliese Marie Frank), съкратено Ане Франк (Anne Frank), е еврейско момиче, родено в Германия и прекарало по-голямата част от живота си в Нидерландия. По време на Втората световна война то се укрива от нацистите със своето семейство в Амстердам и води дневник, публикуван след края на войната. Тя умира в концентрационния лагер Берген-Белзен.

## Началото
Ане Франк е родена на 12 юни 1929 г. във Франкфурт на Майн, Германия. Родителите ѝ Едит и Ото Франк са евреи. През 1933 г. те са принудени да изоставят спокойния живот, който водят на „Гангхоферщрасе“, и да заминат за чужбина. Ане и нейната по-голяма сестра Марго отиват при баба си по майчина линия в Аахен, докато родителите им се установят в Амстердам, Нидерландия. Малко по-късно при тях идват Ане и Марго. Семейство Франк се установява в един от новите квартали на Амстердам, на „Мерведеплейн“ №37, ет 2. Тук Ане и Марго тръгват на училище и създават нови приятелства. Ото Франк създава и ръководи фирмата „Опекта“. Семейството живее спокойно до окупирането на Нидерландия от нацистите през 1940 г.

## Войната
На 5 юли 1942 г. Марго Франк получава призовка от СС, която ускорява с десет дни реализирането на плана на семейство Франк за укриване от немците. Укритието се намира на „Принсенграхт“ №263, в задната част на сградата на „Опекта“. Освен семейство Франк, там се укрива и тяхно приятелско семейство Ван Пелс, както и един познат зъболекар. В укриването на хората помагат и някои от служителите на „Опекта“, техни доверени приятели.
В укритието Ане пише своя дневник, подарък за 13-ия ѝ рожден ден от нейните родители, който тя нарича Кити. Ане споделя с Кити своите мечти, мисли, чувства и желания, веселите и тъжните моменти от всекидневието в Задната къща. Там изживява и най-красивия момент от живота си – влюбва се в сина на семейство Ван Пелс, Петер. Укриващите се живеят заедно добре две години.

## Краят
На 4 август 1944 г. убежището е разкрито. Предателят е шпионин на полицията – Антон Алерс, уж „приятел“ на Ото Франк. Укриващите се са арестувани, а на другия ден са изпратени в нидерландския лагер „Вестерборк“, близо до град Дренте. Там остават близо месец. На 3 септември са откарани в лагера „Аушвиц“. Там разделят Ото Франк завинаги от семейството му. Едит Франк умира в Аушвиц на 6 януари 1945 г., а в края на есента и началото на зимата Ане и Марго са преместени в концентрационния лагер „Берген-Белзен“, близо до Хановер. През февруари Марго умира, а в началото на март – и Ане. Петер ван Пелс е изпратен в „Маутхаузен“, където умира в началото на май, малко преди лагерът да бъде освободен. Майка му Аугуста е изпратена в „Терезиенщат“, където умира при неясни обстоятелства. Бащата на Ане, Ото Франк, по една случайност успява да избегне тази участ, тъй като се намира в лагерна болница от ноември 1944 до 27 януари 1945, когато Съветската армия освобождава концлагера.

## Успехът
Веднага след войната Ото Франк се връща в Амстердам. Неговите служителки Мип и Ели намират дневника на Ане. През 1947 г. Ото Франк сбъдва мечтата на дъщеря си да стане писателка. Книгата е издадена под заглавие „Het Achterhuis“ – „Задната къща“ и веднага привлича вниманието на публиката. През 60-те години сградата на „Опекта“ се превръща в музей „Ане Франк“. Днес в предната част на къщата се намира централният офис на фондация „Ане Франк“, която има клонове в Берлин, Базел, Виена, Лондон и един в Съединените щати. Апартаментът на „Мерведеплейн“ №37 ет.2 е ремонтиран и се дава под наем на млади писатели.
Днес книгата е преведена на 60 езика, снимани са и филми по нея. През 2004 г. екипът на „Дискавъри чанъл“ излъчва филма „Кой предаде Ане Франк?“. Най-добрата приятелка на Ане – Жаклин ван Марстен написва книга за нея. Училището, в което е учила Ане, днес носи нейното име. Ане е толкова известна, че ѝ правят два паметника – единият е пред музея, а другият – в парка на „Мерведеплейн“.

## Галерия
- Сградата на „Мерведеплейн“ №37, ет.2
- Сградата на фондация „Ане Франк“
- Паметникът на Ане Франк пред музея
- Мемориален паметник в Берген-Белзен